# Henschel-Werke
«Хе́ншель», иногда Геншель, (нем. Henschel-Werke) — крупный немецкий машиностроительный концерн. Основан в 1810 году предпринимателем Карлом Хеншелем (нем. Georg Christian Carl Henschel) путём создания литейного производства и машинной фабрики в городе Кассель.

## История
Фирма «Хеншель» берёт своё начало с 1810 года, и с тех пор маленький заводик в Касселе превратился в крупнейшее предприятие, одного из мировых лидеров по производству паровозов и локомотивов. В период своего создания «Хеншель» был
единственным крупнейшим машиностроительным предприятием Германии.
В 1848 году компания выпустила свой первый железнодорожный локомотив.
В 1871 году компания расширилась за счёт открытия Завода II, предназначенного для выпуска комплектующих для тяжёлых паровозов.
К концу XIX века концерн включал в себя литейный, артиллерийский и оружейный заводы, а также крупное производство по выпуску локомотивов и другого железнодорожного оборудования.
Во время Первой мировой войны «Хеншель» выполнял правительственные военные заказы, выпуская танки и артиллерийские орудия. Именно в этот период концерн Henschel расширился за счёт Завода III.
С окончанием войны заказы на железнодорожное оборудование сильно сократились, и владельцы компании решили сконцентрироваться на производстве грузовых автомобилей.
В межвоенный период «Хеншель» продолжает активно участвовать в выпуске военной продукции, создаёт дизельные двигатели, танки и самолёты, причём для производства последних открыты три новых филиала фирмы: завод в Берлине — Йохаништеле (1933); Берлине — Шонефельде (1935) и Касселе — Альтенбауне (1938).
В годы Второй мировой войны модернизированные предприятия «Хеншель», получившие новейшее станочное оборудование, причём не только германского, но и зарубежного производства (благодаря вывозу ценнейшего станочного парка из оккупированных европейских государств), полностью были переориентированы на выпуск военной продукции (самолётов, локомотивов, танков и артиллерии).

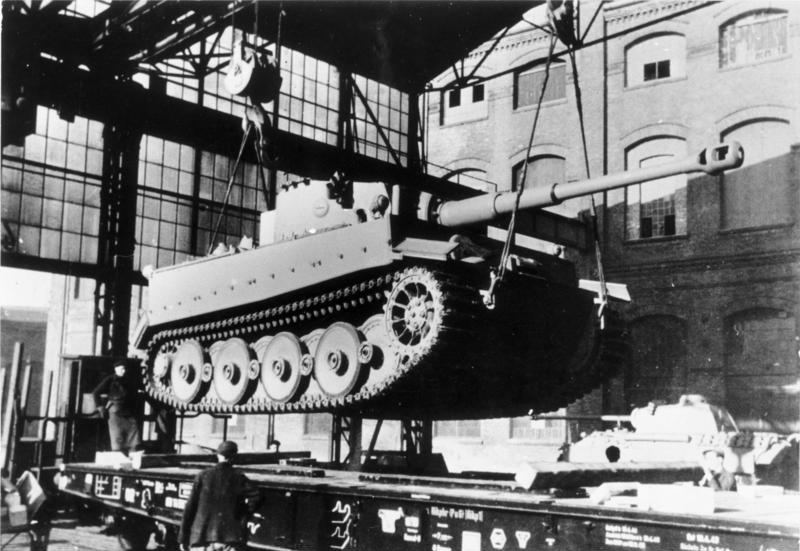
Погрузка танка «Тигр» на грузовую платформу, сборочный завод фирмы Хеншель в Касселе, 1942

Во время войны заводы Henschel являлись ведущими изготовителями танков (например Tiger I), самолётов и авиационных двигателей, а потому стали важной мишенью для бомбардировочной авиации союзников. В результате бомбардировок завод[уточнить] оказался разрушен почти на 80 %.
Фирма «Хеншель» состоит из трёх основных
промышленных предприятий:
- Завод I в Касселе. Специализировался на сборке паровозов и производстве военной техники.
- Завод II в Ротендитмольде. Специализировался на производстве литых деталей, котлов и других частей и агрегатов паровозов.
- Завод III в Миттельфилде. Специализируется на производстве танков и запасных частей к ним.

Завод III сильно пострадал в последние два года войны в результате бомбардировок авиации союзников, поэтому в своё время на нём была проведена реорганизация производственных мощностей. Тем не менее во время осмотра комиссия нашла завод в состоянии, позволяющем ему выпускать ежемесячно довольно значительное число танков.
С 1949 года в общей сложности выпущено более 86 тыс. грузовых автомобилей Henschel. Наиболее успешным стал 1969 год, в течение которого было собрано 5319 коммерческих транспортных средств.
Последний грузовик марки Henschel сошёл с конвейера в 1974 году. В дальнейшем предприятия компании были перепрофилированы на выпуск комплектующих для грузовиков Daimler-Benz AG.

## Продукция

### Танки
- Pz.Kpfw. III － как подрядчик
- PzKpfw V Panther － как подрядчик
- Tiger
- Tiger II
- E-100 — экспериментальный сверхтяжёлый танк, разработанный в 1943-1945 годах

### Паровозы
- Паровоз P8
- BR 52 (ТЭ 52)

### Тепловозы
- Тепловоз NSB Di 4

### Экспресс
- Henschel Wegmann Zug

### Самолёты
- Henschel Hs 121 — истребитель/УТС (прототип)
- Henschel Hs 122 — штурмовик/самолёт-разведчик
- Henschel Hs 123 — пикирующий бомбардировщик (биплан)
- Henschel Hs 124 — тяжёлый истребитель / бомбардировщик (прототип)
- Henschel Hs 125 — истребитель/УТС (прототип)
- Henschel Hs 126 — самолёт-разведчик, развитие Hs 122
- Henschel Hs 127 — скоростной средний бомбардировщик — schnellbomber (прототип)
- Henschel Hs 128 — двухмоторный высотный (1939, прототип)
- Henschel Hs 129 — штурмовик (865 ед.)
- Henschel Hs 130 — высотный разведчик / бомбардировщик (прототип)
- Henschel Hs 132 — реактивный пикирующий бомбардировщик (прототип)
- Henschel Hs 135 — реактивный истребитель с трапециевидным крылом (прототип)

### Ракеты и бомбы
- Henschel Hs 117 Schmetterling — радиоуправляемый ракетный снаряд «земля-воздух»
- Henschel Hs 293 — управляемая бомба
- Henschel Hs 294 — противокорабельная управляемая бомба
- Henschel Hs 295
- Henschel Hs 296
- Henschel Hs 297 — Föhn, 73-mm ракета «воздух-воздух»
- Henschel Hs 298 — ракета «воздух-воздух»
- Henschel Hs P.75
- Henschel Hs P.87
- Henschel 'Zitterrochen'